# Stutzkäfer
Die Stutzkäfer (Histeridae) sind eine Familie der Käfer (Coleoptera).

## Beschreibung
Die Käfer werden 0,5 bis 20 Millimeter lang und besitzen einen hart chitinisierten, plumpen, meist flachgewölbten und zylindrischen Körper. Sie sind oft glänzend und schwarz gefärbt. Einige Arten tragen dunkle oder rotbraune Flecken. Die verkürzten Deckflügel lassen ein oder zwei Hinterleibssegmente unbedeckt. Die kurzen Fühler sind 8 bis 11-gliedrig, deutlich abgewinkelt und haben am Ende ein bis drei Segmente stark keulenförmig verdickt. Der Kopf ist meist in die Brust einziehbar. Ihre Beine sind meist kurz, deren Tarsen haben entweder fünf Glieder, oder an den Hinterbeinen nur vier.

## Lebensweise
Stutzkäfer verfallen bei Gefahr in einen Starrezustand (Thanatose). Fühler und Beine werden dabei in dafür vorgesehene Gruben eingezogen. Die Beine sind zu Grabbeinen ausgebildet, wobei sich bei älteren Käfern die Zähnung, besonders der Vorderschienen, im Laufe ihres Lebens deutlich abnutzt.
Käfer und Larven leben räuberisch und stellen anderen Insekten und deren Larven nach.
Sie leben z. B. in Kadavern, Exkrementen (z. B. Vierfleck-Gaukler), unter Rinde (Hololepta plana), an ausfließenden Baumsäften, manche in Nestern von Vögeln, Erdbauen von Nagern oder myrmekophil in Ameisenbauten (Hetaerius ferrugineus) oder in Borkenkäfergängen, um hier den Borkenkäfern nachzustellen.

## Systematik

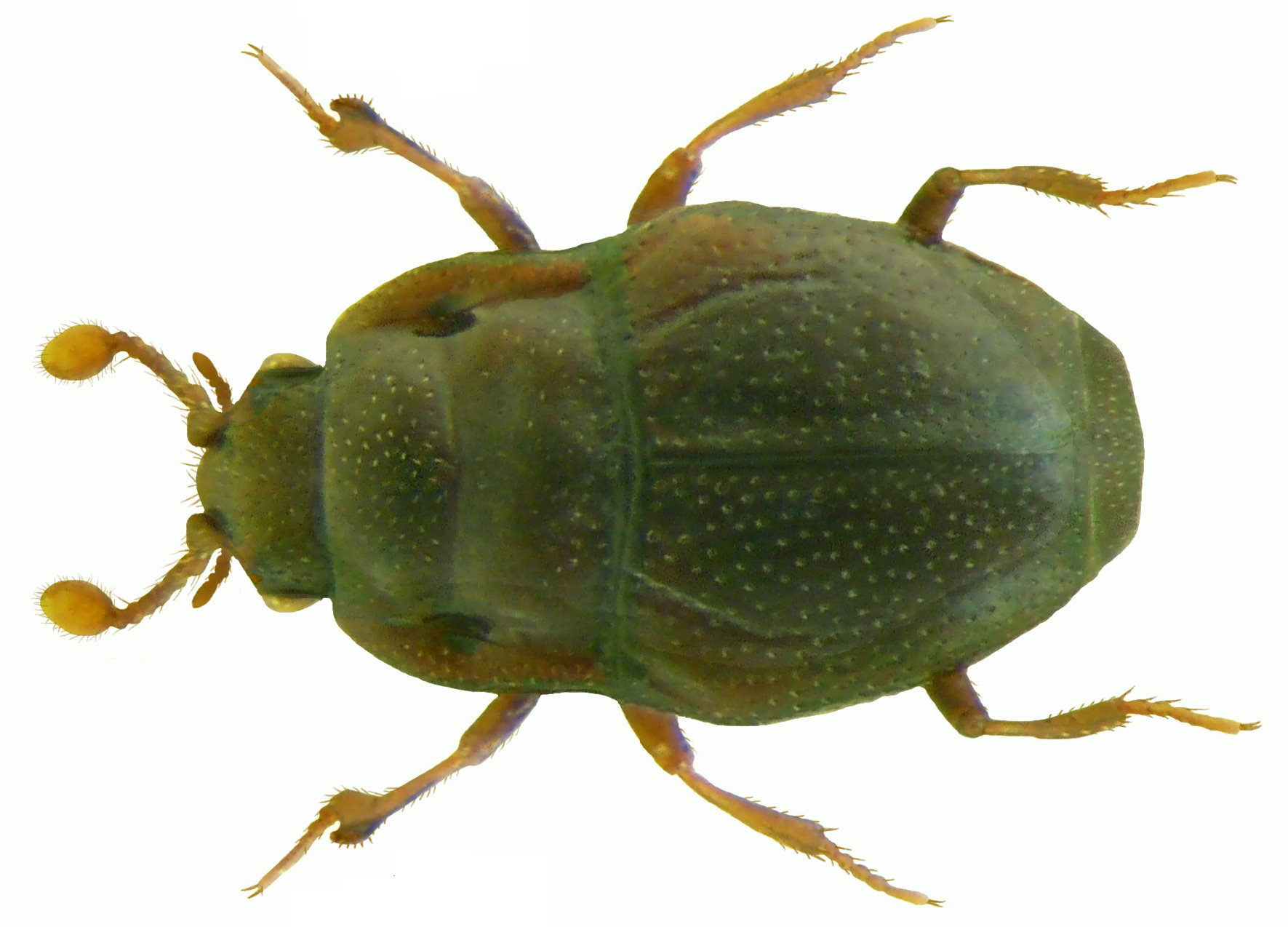
Unterfamilie Abraeinae: Plegaderus dissectus

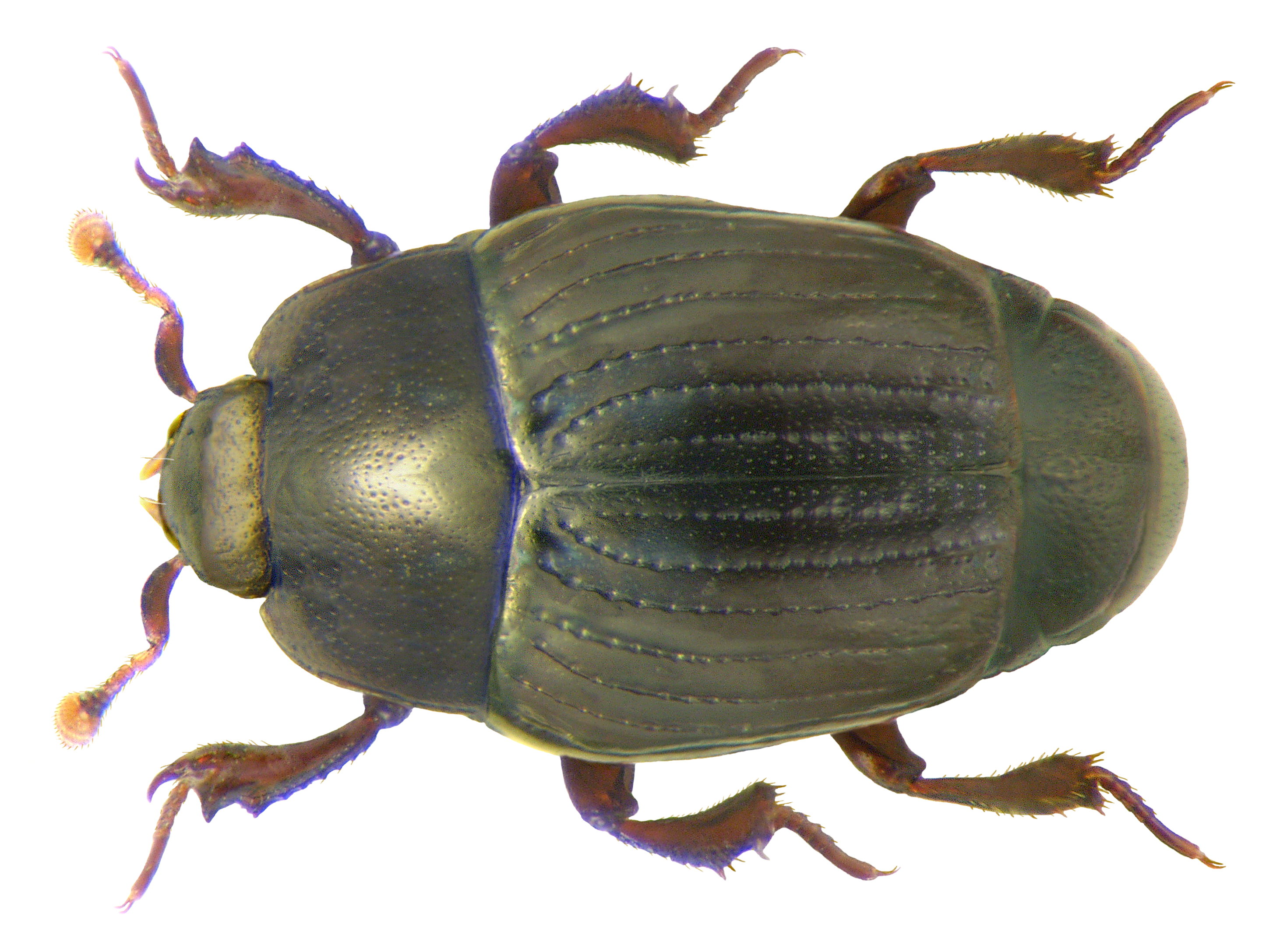
Unterfamilie Dendrophilinae: Carcinops pumilio

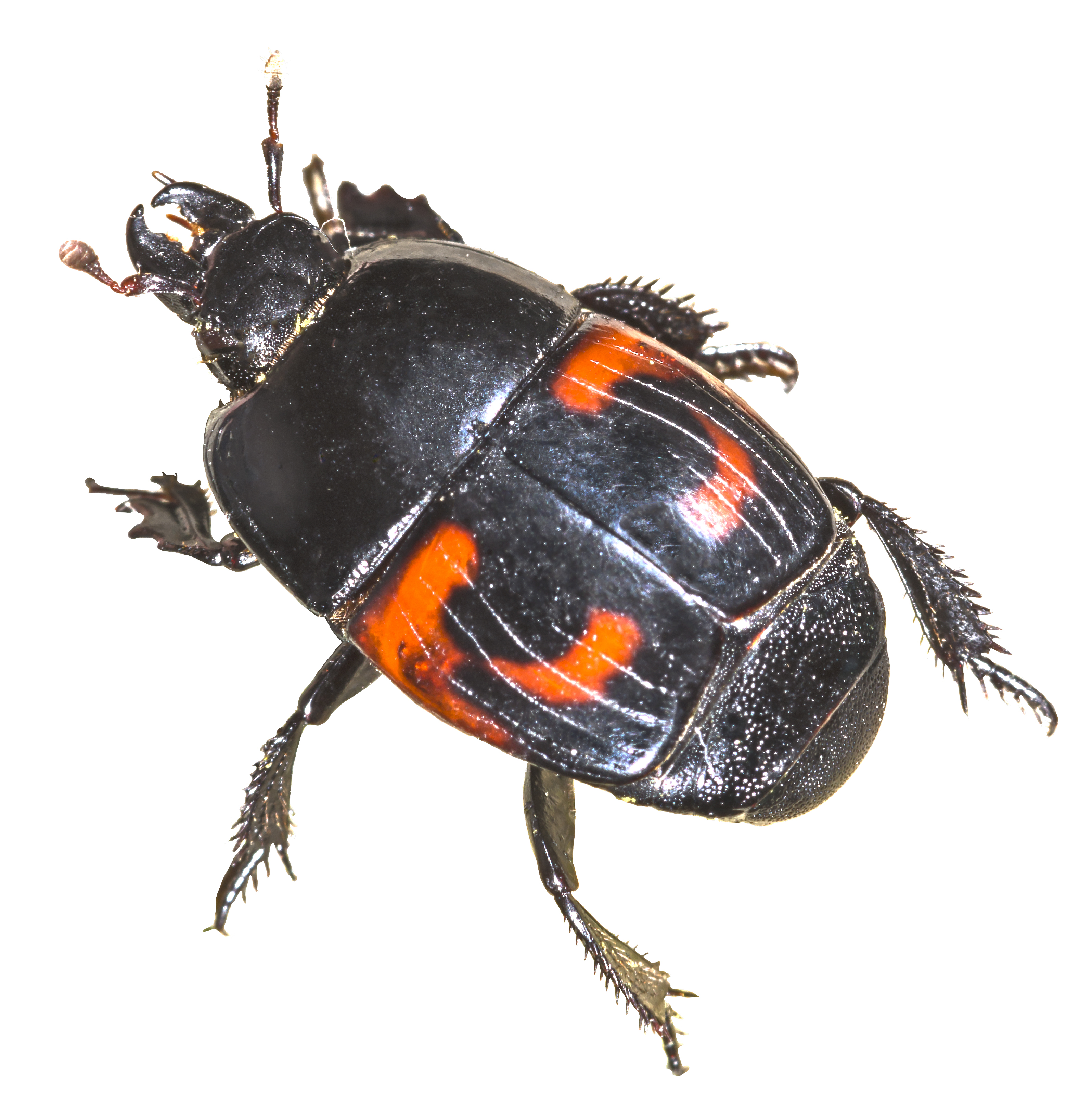
Unterfamilie Histerinae: Hister quadrimaculatus

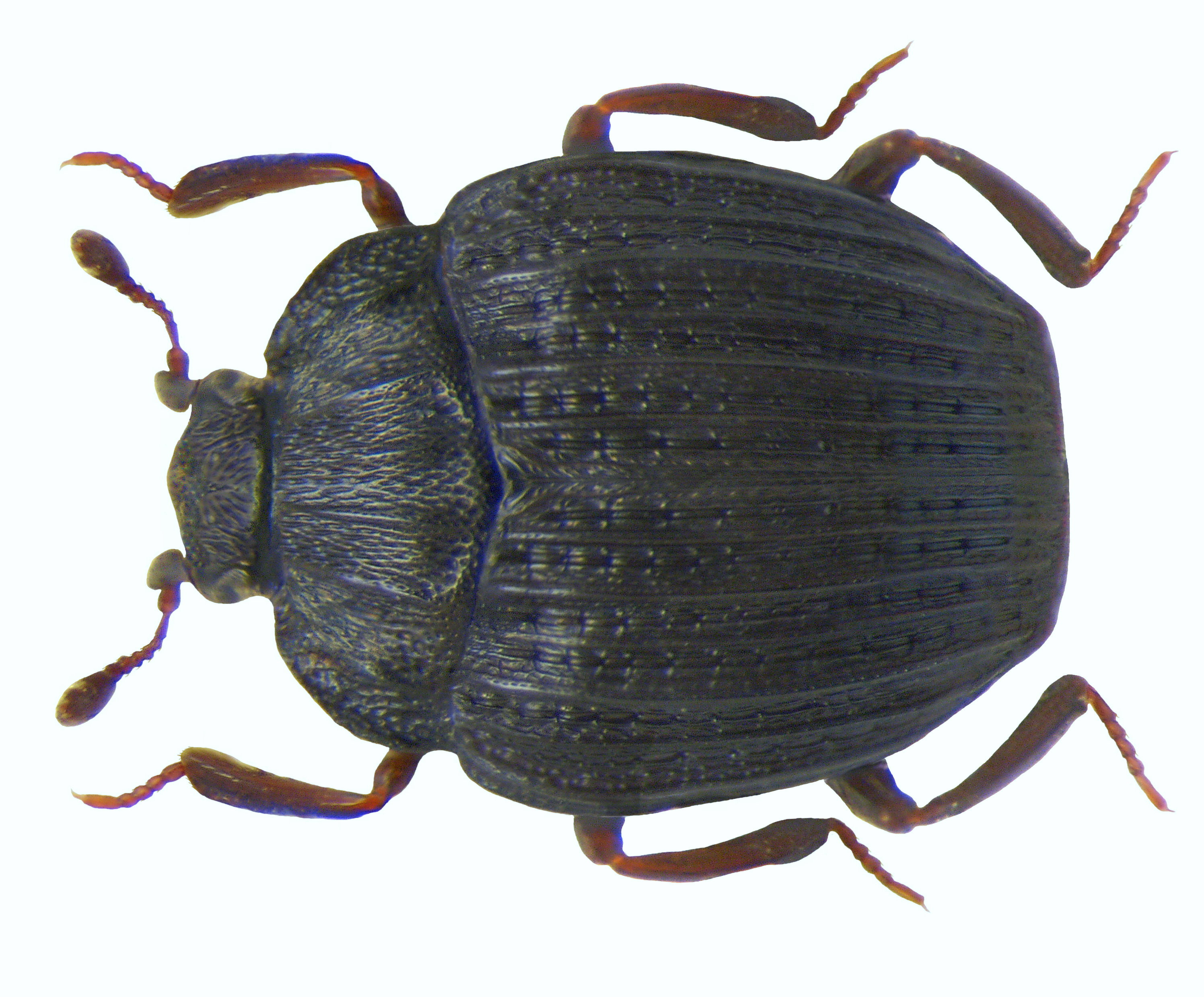
Unterfamilie Onthophilinae: Onthophilus striatus

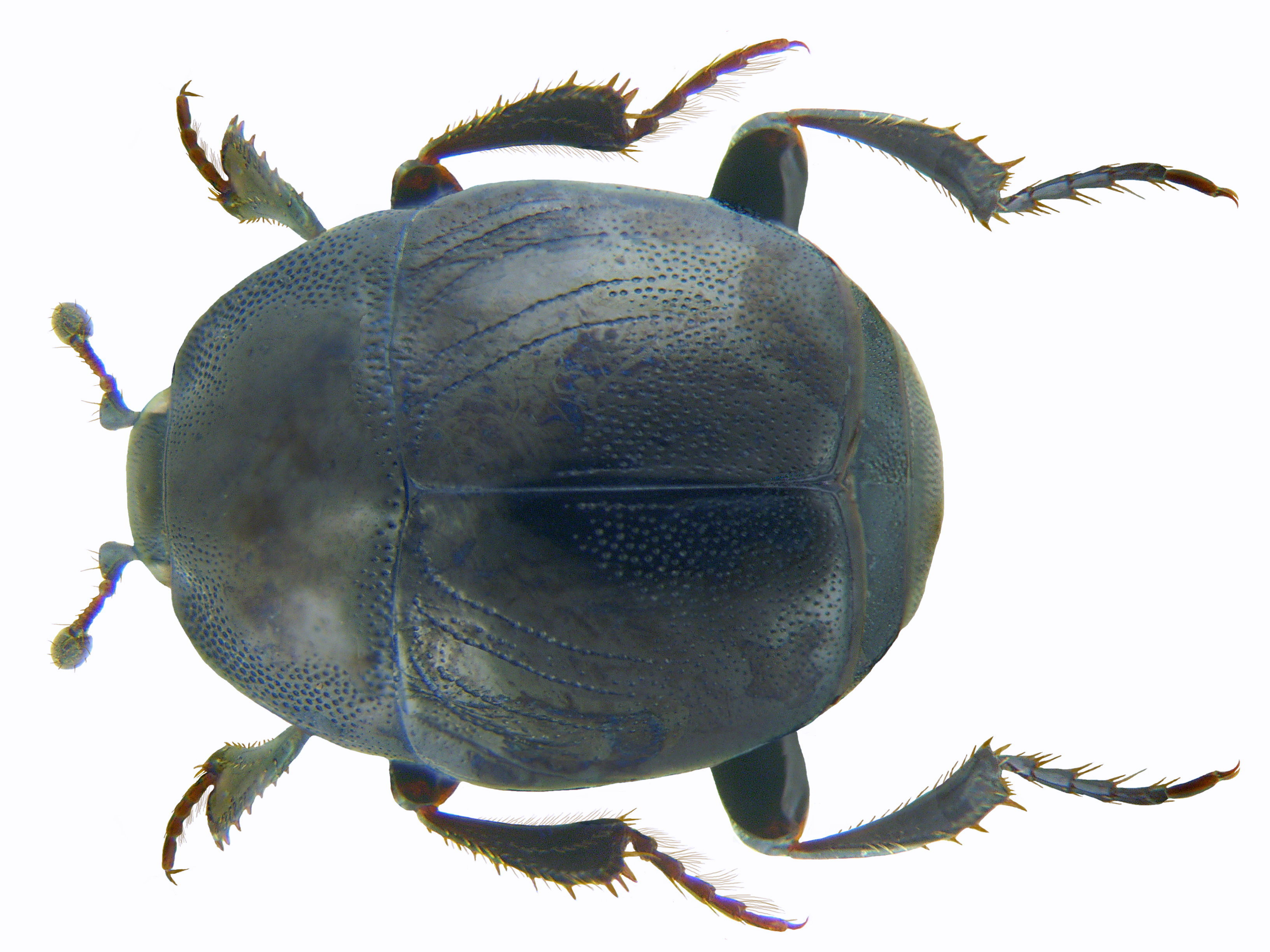
Unterfamilie Saprininae: Saprinus semistriatus

Weltweit wurden etwa 3.900 Arten und 330 Gattungen beschrieben. In Europa kommen etwa 314 Arten und Unterarten vor, von denen wiederum in Mitteleuropa 32 Gattungen mit ca. 100 Arten heimisch sind. In Deutschland kommen davon 83 Arten vor.
Die folgende Liste gibt eine Übersicht über die in Europa vertretenen Unterfamilien und Gattungen.

### Familie Histeridae

#### Unterfamilie Abraeinae
- Abraeus
- Chaetabraeus
- Spelaeabraeus

- Acritus
- Aeletes
- Halacritus
- Iberacritus

- Eubrachium
- Plegaderus

- Pleuroleptus
- Teretrius

#### Unterfamilie Dendrophilinae
- Anapleus

- Abraeomorphus
- Bacanius
- Cyclobacanius
- Sardulus
- Triballodes

- Dendrophilus
- Kissister

- Carcinops
- Diplostix
- Eutriptus
- Paromalus
- Platylomalus
- Xestipyge

#### Unterfamilie Haeteriinae
- Eretmotus
- Haeterius
- Satrapes
- Sternocoelis

#### Unterfamilie Histerinae
- Canarinus
- Phelister
- Atholus
- Eudiplister
- Hister
  - Vierfleck-Gaukler (Hister quadrimaculatus)
- Margarinotus
- Merohister
- Pachylister
  - Pachylister inaequalis
- Pactolinus
- Hololepta
  - Abgeplatteter Stutzkäfer (Hololepta plana)
- Cylister (C. elongatus)
- Eblisia
  - Eblisia minor
- Platylister
- Platysoma

#### Unterfamilie Onthophilinae
- Epiechinus
- Glymma
- Onthophilus

#### Unterfamilie Saprininae
- Chalcionellus
- Euspilotus
- Exaesiopus
- Gnathoncus
- Hypocacculus
- Hypocaccus
- Myrmetes
- Pholioxenus
- Saprinus
  - Gemeiner Stutzkäfer (Saprinus semistriatus)
- Styphrus
- Xenonychus
- Malagasyprinus[2]

#### Unterfamilie Tribalinae
- Epierus
- Pseudepierus
- Tribalus